# Концерт для фортепіано з оркестром

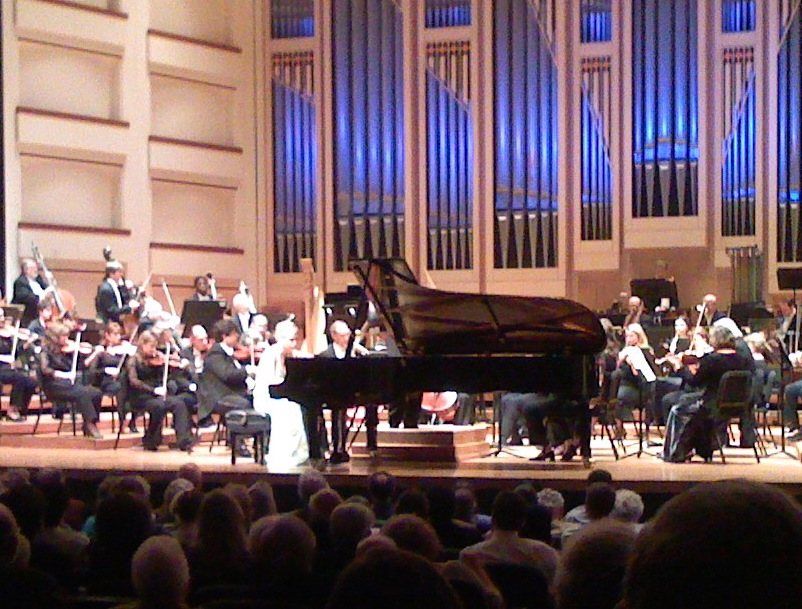
Виконання концерту для фортеп'яно з оркестром

Концерт для фортепіано з оркестром або Фортепіанний концерт — віртуозний твір для соліста з оркестром, в основі якого лежать принципи діалогічності, який і визначає внутрішню структуру композиції, особливості викладу і розвитку музичного матеріалу, соло певного інструменту або їх групи. Саме слово «концерт» походить від латинського concertare — змагатися, і протилежного за значенням італійського concerto — згода, гармонія.
Фортеп'янні концерти — це, як правило, віртуозні твори, виконання яких вимагає найвищого рівня художньо-технічної майстерності.
Концерти були дуже поширені в епоху музики бароко, класики та романтичної музики. Є також фортепіанні концерти написані сучасними академічними композиторами. Фортеп'янні концерти XX та XXI століть можуть включати експериментальні або незвичайні техніки виконання. Залежно від епохи, в якій був написаний фортеп'янний концерт, оркестр може виконувати роль супроводу (більш характерно для барокової і класичної музики), або ж оркестру може бути відведена майже рівнозначна солістові роль включно із інструментальними соло, які представляють ключові музичні теми.
На початку XX сторіччя виник напрямок автентичного виконання барокової музики, в тому числі й клавірних концертів. На чолі цього напрямку стояла видатна клавесиністка Ванда Ляндовська.
Існують різні типи фортеп'янних концертів, подвійні — для двох піаністів-солістів та оркестру, відповідно потрійні або й більші сольні групи, у яких до соліста фортеп'яно приєднується скрипаль, віолончеліст чи інший інструменталіст.
Студенти-музиканти та конкурсанти, виконуючи фортеп'янні концерти, грають, як правило, під супровід концертмейстера. При виконанні фортеп'янних концертів майже завжди використовується використовується великий концертний рояль. Фортеп'янні концерти записуються нотами, включаючи фортеп'янну партію (яка зазвичай виконується напам'ять), партії оркестру для оркестрантів та повну партитуру для диригента.

## Історія
Концерт зародився в часи бароко, зокрема завдяки творчості Йоганна Себастьяна Баха. Жанр швидко набув поширення у всій Європі, особливо в Німеччині та Австрії, утвердившись завдяки відомим творам, особливо Вольфганга Амадея Моцарта, разом із менш відомими прикладами Йозефа Гайдна, Карла Стаміца та Йозефа Вьольфля. У період раннього романтизму до фортеп'янного концертного репертуару додалися, зокрема, Людвіг ван Бетховен, Роберт Шуман, Фелікс Мендельсон, Фридерик Шопен, Йоганн Непомук Гуммель, Ріс Фердинанд та Джон Філд.
Серед відомих прикладів епохи середнього та пізнього романтизму — концерти Едварда Гріга, Йоганнеса Брамса, Каміля Сен-Санса, Ференца Ліста, Петра Чайковського та Сергія Рахманінова. Олександр Скрябін, Антонін Дворжак і Франц Ксавер Шарвенка написали за цей час деякі менш відомі концерти.
Едвард Елгар робив ескізи для фортеп'янного концерту, але так і не завершив його. У XIX столітті Анрі Літольф розмив межу між фортеп'янним концертом та симфонією у своїх п'яти творах під назвою «симфонічний концерт», а Ферруччо Бузоні додав чоловічий хор до останньої частини свого годинного концерту. Вільгельм Фуртвенглер написав свій Симфонічний концерт для фортеп'яно з оркестром, який триває більше години, у 1924—1937 роках. У більш загальному розумінні термін «фортеп'янний концерт» може поширюватися на численні часто програмні концертні твори для фортеп'яно з оркестром тієї епохи — «Хорова фантазія» Бетховена, «Танець смерті» та Фантазія на теми з «Руїни Афін» Ліста та «Бурлеска» Ріхарда Штрауса. Кілька відомих фортеп'янних концертів, що домінують у концертних програмах та дискографіях XX та XXI століть, складають лише невелику частину репертуару, який поширювався на європейській музичній сцені протягом XIX століття.

### XX століття і сучасність
Фортеп'янний концерт як жанр зберігся протягом 20-го століття і дійшов до 21-го, до нього зверталися Мілтон Беббітт, Самюел Барбер, Бела Барток, Артур Блісс, Бенджамін Бріттен, Елліотт Картер, Кіт Емерсон, Джордж Гершвін, Альберто Хінастера, Філіп Ґласс, Арам Хачатурян, Дьордь Лігеті, Магнус Ліндберг, Вітольд Лютославський, Франк Мартен, Богуслав Мартіну, Микола Метнер, Селім Пальмґрен, Дора Пеячевич, Віллем Пейпер, Франсіс Пуленк, Сергій Прокоф'єв, Ейноюгані Раутаваара, Моріс Равель, Арнольд Шенберг, Пітер Скалторп, Дмитро Шостакович та інші.
В деяких симфонічних творах 20-го століття фортеп'яно додає виразності, наприклад, у Симфонії у трьох частинах Ігоря Стравінського, скрипковому концерті Самуеля Барбера, усіх шести симфоніях Богуслава Мартіну, Другій симфонії Леонарда Бернштейна, Симфонії № 3 Майкла Тіппета та Другому концерті для оркестру Робіна Голловея.

### Подвійні та потрійні фортеп'янні концерти
Концерти та концертні твори для двох сольних фортеп'яно були написані Бахом (два для двох клавірів BWV 1060–65), Моцартом (два, K. 242 (спочатку для трьох фортеп'яно та оркестру) та К. 365), Мендельсоном (два, 1823-4), Брухом (1912), Белою Бартоком (1927/1932, переробка його сонати для двох фортеп'яно та ударних), Пуленком (1932), Бліссом (1924), Бенджаміном (1938), Мійо (1941 та 1951), Мартіну (1943), Воан-Вільямсом (бл. 1946).

### Фортеп'янні концерти для лівої руки
Австрієць Пауль Вітгенштайн втратив праву руку під час Першої світової війни, і після відновлення музичної кар'єри попросив низку композиторів написати для нього твори, які вимагали лише лівої руки. Чех Отакар Голльманн, чия права рука була поранена під час війни, вчинив так само. В результаті з'явилися фортеп'янні концерти для лівої руки Борткевича, Бріттена, Гіндеміта, Яначека, Корнгольда, Мартіну, Прокоф'єва, Равеля, Шмідта, Штрауса та інших.

## Будова класичного концерту
Класичний фортепіанний концерт часто складається з трьох частин.
1. Помірно швидка частина у формі сонатного алегро, часто включаючи віртуозну каденцію (яку може імпровізувати соліст).
2. Повільна частина, більш вільна, виразна і лірична. Зазвичай у складній тричастинній формі.
3. Швидке рондо.

Приклади Моцарта та Бетховена наслідують цю модель, але багато інших — ні. Фортепіанний концерт № 4 Бетховена містить каденцію в останній частині, і багато інших композиторів впровадили інновації. Наприклад, другий і третій концерти Ліста відтворюються без перерв між різними частинами, другий концерт Брамса і перший концерт Ліста мають 4 частини, а третій концерт Чайковського має тільки одну (Allegro brillante).

## Фортепіанний концерт в українській музиці
До жанру фортепіанного концерту в українській музиці звертались: Дмитро Бортнянський, Левко Ревуцький, Віктор Косенко, Василь Барвінський, Борис Лятошинський, Богдана Фільц, Станіслав Людкевич, Микола Дремлюга, Валентин Бібік, Андрій Нікодемович, Іван Карабиць, Жанна Колодуб, Мирослав Скорик, Віктор Камінський, Ігор Щербаков, Богдана Фроляк, Костянтин Віленський, Олександр Шимко та інші.